# Enrique Badosa Pedro
Enrique Badosa Pedro   (Barcelona i Espanya, 21 de març de 1927 - 31 de maig de 2021) va ser un poeta català en llengua castellana, traductor i editor.

## Biografia
Llicenciat en Filosofia i Lletres per la Universitat de Barcelona i graduat en periodisme. Fou considerat un dels més brillants poetes i traductors de poesia, en llengua castellana, de l'anomenada Generació del 50. Com a escriptor destaquen els seus assajos sobre crítica literària. També són molt notables les seves traduccions en vers del català, del llatí –Epodos y Odas de Horacio–, del francès i d'altres idiomes.
Va rebre el Premio Francisco de Quevedo el 1986, el Premi Ciutat de Barcelona el 1990, el Premi Fastenrath en 1992 i el Premi José Luis Giménez-Frontín el 2010. Són notables les seves traduccions del català al castellà aparegudes en l'antologia bilingüe La lírica medieval catalana (1966) i en les antologies, també bilingües, de Salvador Espriu i de J. V. Foix.
Durant més de vint anys ha estat director literari del departament de llengua espanyola de Plaza & Janés, on va mantenir, entre d'altres, les col·leccions "Selecciones de lengua española –castellano, catalán, gallego–", i "Selecciones de poesía universal".
La seva poesia destaca com a mitjà de coneixement i es manifesta també com a satírico-epigramàtica i de viatges. El 2006 va rebre la Creu de Sant Jordi que concedeix la Generalitat de Catalunya. El poema «Salamina» –inclòs al seu llibre Mapa de Grecia, que celebra les conseqüències que per a la Història va tenir la derrota dels perses pels grecs l'any 480 a. de C.– ha estat gravat en una placa de marbre instal·lada al mateix lloc de Salamina on va tenir efecte la batalla en qüestió i on hi ha un monument en honor dels guanyadors. Per error, a Barcelona Review s'ha escrit 'Termópilas' on en realitat el que ha de constar és el nom d'aquesta illa.
Són notables les seves traduccions al castellà de l’antologia La lírica medieval catalana (1966) i d'altres obres d’Espriu i de Foix (1969).

## Obres
- Más allá del viento (1956)
- Tiempo de esperar, tiempo de esperanza (1959)
- Baladas para la paz (1963, 1970)
- Arte poética (1968)
- En román paladino (1970)
- Historias en Venecia (1971; 1978)
- Poesía (1956-71) (1973)
- Dad este escrito a las llamas (1976)
- Mapa de Grecia (1979, 1980; 1989; 2004 (edición bilingüe)
- Cuadernos de Ínsulas Extrañas (1973)
- Cuadernos de barlovento (1986)
- Epigramas confidenciales (1989; 1993)
- Relación verdadera d'un viaje americano (1994)
- Marco Aurelio, 14 (1998)
- Epigramas de la Gaya Ciencia (2000)
- Parnaso funerario (2002)
- De fin de siglo (2003)
- Otra silva de varia lección (2004)
- Ya cada día es más noche (2006)
- Antología (2007)
- Trivium (2010)

## Assaig
- Primero hablemos de Júpiter (La poesía como medio de conocimiento) (1958)
- Razones para el lector (1964)
- La libertad del escritor (1968)
- La tentación de la palabra (2013)
- Sine tradere (2016)

## Traduccions
- Paul Claudel, Cinco Grandes Odas (1955)
- Espinàs, Josep M., Combate en la noche 1961. Barcelona: Destino [Ariel].[2]
- Mariana Alcoforado, Las cartas portuguesas (1963)
- Salvador Espriu, Antología (1956). 1a ed. només amb la versió castellana, 1956; primera edició bilingüe i augmentada, 1969; 2a ed. bilingüe, revisada i agumentada, 1972; 3a ed., 1985.
- J. V. Foix, Antología (1963). 1a ed. només amb la versió castellana, 1963; 1a ed. bilingüe i augmentada, 1969; 2a ed bilingüe, revisada i augmentada, 1975; 3a ed., 1988; 4a ed. bilingüe i augmentada, 2001.
- La lírica medieval catalana (1966).[1] Antología y traducción de Ramón Llull, Jaume March, Peires March, Andreu Febrer, Jordi de Sant Jordi, Ausias March y Joan Rois de Corella.
- XXV Odas de Horacio (1992)
- Horacio, Epodos y Odas (1998; 2001)
- Salvador Espriu, Antología de Salvador Espríu (2005)
- Diversos autors, Sine tradere (2016)